# Inés e Bianca
Inés e Bianca, es una ópera en lengua italiana de ambientación nacionalista escrita por el compositor gallego Marcial del Adalid (1826-1881) entre 1876 y 1878, la cual quedó incompleta. Consta de cuatro actos. Su reconstrucción se produjo en 2005 gracias a Juan Durán y Margarita Viso, junto con la colaboración de Paloma Alonso, Miguel Anxo Fernán Vello y Florian Vlashi.

## Origen
Adalid escribe en la década de los 60 una zarzuela llamada Pedro Madruga, de los que se conservan algunas partituras y alguna reducción para piano en la biblioteca de la Real Academia Gallega. El texto había sido elaborado por Fernando Fulgosio, con un prólogo y tres actos. Al morir éste en 1873, aún sin tener terminada la parte musical, los críticos en Madrid se encontraron con un libreto irrepresentable y con una música “demasiado elevada” para zarzuela —según cuenta Felipe Pedrell— , por lo que Adalid siguió el consejo de elaborar una ópera yéndose a París, ya que en el siglo XIX el Teatro Real de Madrid no programaba óperas en castellano. Encargó el libreto a Mr. Achille de Lauzières, quien reelaboró la idea original de Pedro Madruga y le puso por título Inés e Bianca, con un texto escrito en italiano.

## Abandono de la obra
Adalid vuelve a Madrid para presentar su nueva ópera, donde las mismas personas que habían juzgado la zarzuela original, no recibieron la nueva obra con la actitud que el compositor esperaba. Adalid se sintió dolido con estas opiniones y consiguieron que el compositor decidiese no volver a editar en España, lanzándose a regresar a París en el 1878. Allí dio a conocer su ópera en el Théatre des Italiens. El empresario Monsieur Escudier estaba decidido a escuchar su música pero fue entonces cuando la empresa cayó en quiebra.
Esta último desgracia arruinó la desilusión del autor y sus esperanzas e hizo que olvidara la obra y se retirara a su Pazo de Lóngora, donde escribió sus últimas obras, lugar donde permanecería hasta su muerte.
Todos los autores que hablan sobre Inés e Bianca coinciden en tres cosas: las contrariedades de Madrid, la mala fortuna de París y la alta calidad de la obra, unido al retraído carácter de Adalid fueron las causas por la que la ópera permanece en el olvido.

## Personajes
En Inés e Bianca contamos con caracteres históricos como Bianca (doña Blanca de Camiña), Pedro (Pedro Álvarez de Soutomaior, conocido como “Pedro Madruga”) y Alfonso (Alfonso de Lanzós), todos ellos enmarcados en un episodio perteneciente a la Guerra Irmandiña (Guerra de las Hermandades) (1467-1469). Aunque el personaje de Inés y la situación en la que se ve envuelta son invenciones del libretista.
-Inés (soprano): Campesina que ignora su origen noble.
-Bianca (interpretada por la misma soprano): Condesa de Camiña que ignora la existencia de su gemela Inés.
-Pedro Madruga (tenor): Señor de Soutomaior, enamorado de la campesina Inés, y tras la muerte de esta en amores con Bianca por su parecido con Inés. Ignora el parentesco de ambas.
-Diego (barítono): Padre de Inés. La sustrajo de su verdadero padre recién nacida y , por lo tanto, es el único que conoce el origen de Inés.
-Alfonso de Lanzós (barítono): Enemigo de Soutomaior, no interviene en la trama dramática de los personajes centrales.
-Fernando (tenor) y Miguel (bajo): Lugartenientes de Soutomaior.

## Argumento y música
La escena transcurre en Galicia, en las cercanías del castillo de Mos, y el argumento se basa en un suceso en la Guerra de las Hermandades.
En el acto I se presentan los conflictos de los personajes principales: Inés y Pedro. Éste se crio en una aldea, donde conoció y amó a la villana Inés, pero llamado a recoger la herencia paterna, dejó el campo por el terrón feudal. A pesar de esto, Pedro le jura amor a Inés. Interrumpe el dúo la noticia de un mensajero anunciando a Pedro que su enemigo Alfonso, a quien tenía retenido en su torre, se ha fugado. Diego, el padre adoptivo de Inés, le revela a esta, que puede aspirar a ser esposa del señor Soutomaior (Pedro), explicándole su verdadero origen: hija de la condesa de Camiña. Inés al querer ver a Pedro en frente de sus tropas, se sube a un puente carcomido que rompe con su peso y la lleva a caer al abismo. 
Musicalmente se desarrolla en tres fragmentos solísticos, a cargo de Inés, Pedro y Alfonso con intervenciones del coro y algún personaje secundario, un coro femenino independiente, una escena de transición, un cuarteto y un concertante final. 
El acto II expone el nudo histórico, con la aparición de la otra figura femenina: Bianca, hermana gemela de Inés. Bianca es una dama noble que ama, sin ser correspondida, aunque sí admirada, a Pedro. Alfonso escapa y Pedro desea capturarlo, mostrando el conflicto interior de Pedro ante la imposibilidad de una relación amorosa con Bianca, que da comienzo a la historia del triángulo amoroso entre Bianca, Pedro e Inés. 
La música se divide entonces en cuatro escenas. La primera como presentación de Bianca en un recitativo y aria en la que expone la razón de su tristeza, una vez advertida por el coro femenino. La actitud de la protagonista cambia en la segunda escena : la noticia de la inminente llegada de Pedro cambia su tristeza en alegría expresada mediante un vals. La tercera escena la forma un dúo entre los dos protagonistas aunque Pedro se encuentra atado al juramento que lo une a Inés, pero al reconocer en Bianca el rostro de Inés, cree que el paraíso le devuelve a su amada. El dúo enlaza con la escena y concertante final del acto, en el que el conflicto histórico se acentúa. Pedro, que conoce la huida de Alfonso, quiere capturarlo, pero Bianca desea ir con él y se viste de campesina. Pedro es víctima de una nueva confusión. Bianca desvela su identidad y pide a Pedro que le deje ir con él. En el concertante, de brillante orquestación y exigencias vocales, confluyen los textos de Bianca por una parte, y los de Pedro, los secundarios Fernando y Miguel y el coro de soldados por otra. Este grandioso final de acto otorga a la ópera un impulso que le hace caminar hacia su punto culminante.
El coro de vendedoras, campesinas, mozas y soldados da comienzo al acto III, ambientando el lugar donde se producirá el encuentro entre Pedro y Alfonso. Entre las campesinas se encuentra Bianca, disfrazada de Inés, aunque no logra engañar a Diego. Alfonso se siente atraído por Bianca, lo cual aprovecha esta para entregárselo a Pedro. En la música se escucha una escena policoral, un trío entre Miguel, Bianca y Diego, dando lugar a la presentación de Alfonso ante Inés, con una majestuosidad en la música representando su poder. Poco a poco se construye un concertante en el que el coro comenta la acción. En la declaración de Alfonso hacia Bianca la orquestación subraya un tema viril más que amoroso. A continuación trata de convencerla con un brindis, pero la llegada de los soldados de Pedro lo interrumpen. El siguiente concertante tiene un gran efecto dramático y musical con intensos tuttis mientras que Bianca después entona una plegaria para proteger a su amado en la lucha contra Alfonso, tratándose de un recitativo y aria (tema del Alalá que figura en los Cantares Viejos y Nuevos de Galicia , publicados por Margarita Viso, que más tarde derivaría en la conocida balada gallega : Negra Sombra, del lucense Xoán Montes). Las voces de los soldados gritando: Vittoria! Conectan esta escena con la que da fin al acto III, presentando el triunfo de Pedro sobre Alfonso con una marcha militar. Alfonso ha sido vencido y murió a manos de Pedro.
Al comienzo del acto IV se describe la escena e introduce al espectador en una atmósfera de nocturnidad, oscura. Se ven la capilla de un monasterio y un hospedaje. Musicalmente se inicia con un solemne coro de monjes en el cementerio que atraviesan la escena y cantan con acompañamiento de órgano. La segunda escena comienza cuando Pedro y Bianca entran en escena con un dúo de carácter lírico en el que se mezcla el recitativo con la línea melódica propia del belcanto, pero la música se ensombrece por un momento y la actitud de Pedro cambia, está pensativo. En seguida entran en el hospedaje y sale Diego abatido, cantando una arietta, una oración por su hija fallecida, Inés. 
Pedro se queda solo en escena, y suena el tema con el que Pedro le había jurado su amor a Inés en presencia de Diego, su padre. El protagonista recuerda lo prometido a Inés y en ese momento la armonía se ensombrece. Instantes más tarde, en un momento de delirio, cree tenerla delante de sus ojos, surgiendo del lago el espíritu de Inés vestida de blanco, como si fuese un fantasma que camina lentamente hacia él. Él está asustado y la sombra le recuerda el juramento que le había hecho. Inés desea llevárselo al mundo de los espíritus. En ese instante aparece Bianca y viendo que pierde a su esposo, va a maldecir a la sombra de Inés pero Diego le explica que es su hermana, y que sus plegarias fueron escuchadas y que por lo tanto Inés y Pedro estarán juntos en la vida y en la muerte. Los compases finales de la ópera con protagonismo de la orquesta, reflejan el inevitable drama interior de Bianca, que cae desolada y llora mientras Diego la consuela y Pedro se hunde en el lago.

### Inés e Biancaen el marco del ideario romántico
Se puede observar el gusto de la época en muchos de los detalles como el acercamiento al pasado y su ambientación, en este caso en el siglo XV, así como la recreación de personajes que sí existieron, aunque la trama amorosa y el personaje de Inés sean ficticios. El lugar de la acción, en tierras gallegas, están envueltas en lugares tenebrosos, lúgubres, con la niebla que rodeaba a Lucía o Macbeth, y al igual que la llegada de la heroína de blanco en el cuarto acto nos puede recordar a La sonámbula, Lucía...  Adalid, en el aspecto dramático debemos situarlo cerca de las óperas centrales de Verdi y las óperas francesas.